# FN's Sikkerhedsråds Resolution 1701
FN's sikkerhedsråd vedtog 11. august 2006 Resolution 1701, hvis formål var at afslutte konflikten mellem Israel og Hizbollah i Libanon.
De vigtigste punkter i resolutionen er følgende:
- Sikkerhedsrådets opfordring til parterne om en omgående afslutning af kamphandlingerne, dvs. Hizbollahs angreb og Israels militære operationer.
- Indsættelse af fredsbevarende styrker i det sydlige Libanon bestående af FN-styrker og libanesiske regeringsstyrker efter fuldstændig afslutning af kamphandlingerne.
- En langsigtet løsning skal baseres på oprettelsen af en sikkerhedszone i det sydlige Libanon, hvor kun libanesiske og FN-styrker bærer våben, samt en total afvæbning af Hizbollah i Libanon og en permanent tilbagetrækning af israelske styrker fra Libanon.
- FN's styrke i området forøges til op imod 15.000 soldater og får udvidet mandatet til ikke blot at standse fjendtlighederne, men også støtte til den libanesiske hærs overtagelse af kontrollen med området. Styrken har lovt til at anvende magt i bestræbelsen på at løse missionen.

## Ekstern henvisning
- Resolutionens tekst på BBC's hjemmeside